# Aaron Korsh
Aaron Korsh est un scénariste et réalisateur de télévision américain, né le 7 novembre 1966 à Elkins Park (Pennsylvanie).

## Filmographie
Scénariste
- 1998-2001 : Tout le monde aime Raymond
- 2002–2003 : Voilà !
- 2006 : Love, Inc.
- 2007–2008 : Notes from the Underbelly
- 2010 : The Deep End
- 2011- : Suits : Avocats sur mesure

Producteur
- 2011- : Suits : Avocats sur mesure